# 稲葉正親
稲葉 正親（いなば まさちか）は、山城淀藩の第4代藩主。正成系稲葉家宗家8代。

## 生涯
元禄5年（1692年）、大田原晴川（大田原政清の六男）の次男として大田原で生まれる。淀藩の初代藩主稲葉正知の叔父に当たる稲葉正直の養嗣子となる。宝永7年（1710年）4月19日、将軍徳川家宣に御目見する。享保8年（1723年）7月23日、正直の隠居により家督を継いだ。旗本稲葉家は、相模国上・下足柄郡内の新田2000石の所領を持っていた。享保9年（1724年）1月28日、御使番に就任する。同年6月25日、火事場見廻を命じられる。同年12月28日、布衣となる。享保13年（1728年）7月1日、小姓組番頭に就任する。同年12月21日、従五位下・越中守に叙任する。
享保15年（1730年）3月27日、本家の先代藩主稲葉正恒が早世したため、その跡を継いだ。なお、旗本稲葉家は絶家となった。同年5月28日、将軍徳川吉宗に御目見した。享保16年（1731年）6月28日、奏者番に就任した。享保19年（1734年）6月6日、大坂城代に就任し、従四位下に昇進した。同年7月1日、大坂へ赴任の許可を得た。同年9月14日、大坂で死去した。享年43。跡を長男の正益が継いだ。

## 系譜
父母
- 大田原晴川（実父）
- 稲葉正直（養父）
- 稲葉正恒（養父）

正室
- 柴田氏（稲葉正直の養女）

子女
- 稲葉正益（長男） 生母は正室
- 稲葉正福（次男）
- 稲葉正明（三男）
- 稲葉正名（四男）
- 稲葉正春（五男）